# Фенербахче Шюкрю Сараджоглу
«Фенербахче Шюкрю Сараджоглу» (тур. Fenerbahçe Şükrü Saracoğlu Stadyumu) — футбольный стадион в Стамбуле, Турция, домашняя арена футбольного клуба «Фенербахче». Располагается в азиатском районе Стамбула Кадыкёй.

## История
«Шюкрю Сараджоглу» был открыт в 1908 году и является одним из самых старых стадионов Турции. За время своего существования он неоднократно реконструировался и модернизировался. Стадион был закрыт на реконструкцию в период с 1999 года по 2006 год. 4 октября 2006 года, после многочисленных проверок со стороны УЕФА, «Фенербахче Шюкрю Сараджоглу» был выбран для проведения финального матча последнего в истории розыгрыша Кубка УЕФА. После финала Кубка УЕФА в мае 2009 года, началась новая реконструкция, для добавления убирающейся крыши и увеличения вместимости стадиона.
В 1998 году стадиону было присвоено имя легендарного президента клуба «Фенербахче» Шюкрю Сараджоглу, занимавшего пост премьер-министра Турции в 1942—1946 гг.

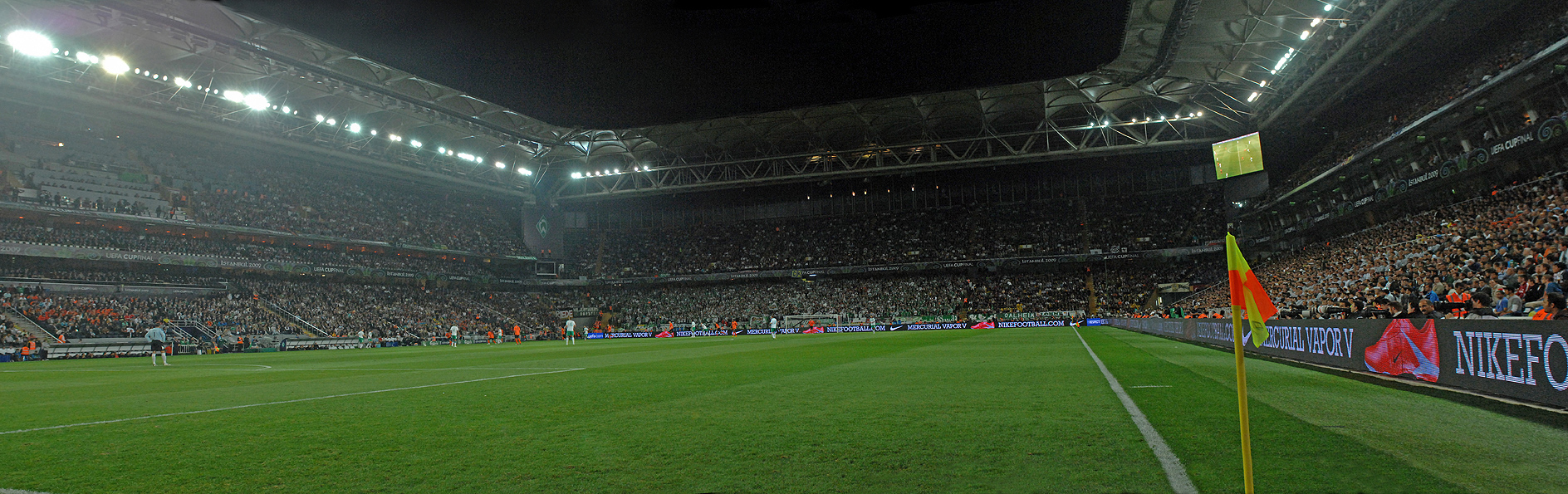
Imagen panorámica Estadio Şükrü Saraçoğlu.